# Vuelta a Andalucía 2017
La Vuelta a Andalucía 2017, sessantatreesima edizione della corsa e valevole come prova dell'UCI Europe Tour 2017 categoria 2.HC, si svolse in cinque tappe dal 15 al 19 febbraio 2017 su un percorso di 675,6 km, con partenza da Rincón de la Victoria e arrivo a Coín, nella comunità autonoma dell'Andalucía in Spagna. La vittoria fu appannaggio dello spagnolo Alejandro Valverde, il quale completò il percorso in 17h12'23", precedendo il connazionale Alberto Contador e il francese Thibaut Pinot.
Sul traguardo di Coín 124 ciclisti, su 146 partiti da Rincón de la Victoria, portarono a termine la competizione.

## Tappe
| Tappa  | Data        | Percorso                                          | km    | Vincitore di tappa | Leader cl. generale |
| ------ | ----------- | ------------------------------------------------- | ----- | ------------------ | ------------------- |
| 1ª     | 15 febbraio | Rincón de la Victoria > Granada                   | 155   | Alejandro Valverde | Alejandro Valverde  |
| 2ª     | 16 febbraio | Torredonjimeno > Mancha Real/Alto Peña del Águila | 177,9 | Thibaut Pinot      | Alberto Contador    |
| 3ª     | 17 febbraio | Lucena > Lucena (cron. individuale)               | 11,9  | Victor Campenaerts | Alejandro Valverde  |
| 4ª     | 18 febbraio | La Campana > Siviglia                             | 179,3 | Bryan Coquard      | Alejandro Valverde  |
| 5ª     | 19 febbraio | Setenil de las Bodegas > Coín                     | 151,5 | Tim Wellens        | Alejandro Valverde  |
| Totale | Totale      | Totale                                            | 675,6 |                    |                     |

## Squadre e corridori partecipanti
| N.      | Cod. | Squadra                         |
| ------- | ---- | ------------------------------- |
| 1-7     | MOV  | Movistar Team                   |
| 11-17   | SKY  | Team Sky                        |
| 21-27   | LTS  | Lotto-Soudal                    |
| 31-37   | TFS  | Trek-Segafredo                  |
| 41-47   | CDT  | Cannondale-Drapac               |
| 51-57   | FDJ  | FDJ                             |
| 61-67   | TLJ  | Team Lotto NL-Jumbo             |
| 71-77   | TBM  | Bahrain-Merida Pro Cycling Team |
| 81-87   | SUN  | Team Sunweb                     |
| 91-97   | DEN  | Direct Énergie                  |
| 101-107 | CJR  | Caja Rural-Seguros RGA          |

| N.      | Cod. | Squadra                       |
| ------- | ---- | ----------------------------- |
| 111-116 | WGG  | Wanty-Groupe Gobert           |
| 121-127 | COF  | Cofidis                       |
| 131-137 | CCC  | CCC Sprandi Polkowice         |
| 141-147 | RNL  | Roompot-Nederlandse Loterij   |
| 151-157 | GAZ  | Gazprom-RusVelo               |
| 161-167 | SVB  | Sport Vlaanderen-Baloise      |
| 171-177 | VWC  | Vérandas Willems-Crelan       |
| 181-187 | ICA  | Israel Cycling Academy        |
| 191-197 | EUS  | Euskadi Basque Country-Murias |
| 201-206 | BUR  | Burgos-BH                     |

## Dettagli delle tappe

### 1ª tappa
- 15 febbraio: Rincón de la Victoria > Granada – 155 km

Risultati
| Pos. | Corridore          | Squadra  | Tempo    |
| ---- | ------------------ | -------- | -------- |
| 1    | Alejandro Valverde | Movistar | 4h02'28" |
| 2    | Wout Poels         | Sky      | s.t.     |
| 3    | Séb. Reichenbach   | FDJ      | s.t.     |

| Pos. | Corridore          | Squadra  | Tempo    |
| ---- | ------------------ | -------- | -------- |
| 1    | Alejandro Valverde | Movistar | 4h02'28" |
| 2    | Wout Poels         | Sky      | s.t.     |
| 3    | Séb. Reichenbach   | FDJ      | s.t.     |

### 2ª tappa
- 16 febbraio: Torredonjimeno > Mancha Real/Alto Peña del Águila – 177,9 km

Risultati
| Pos. | Corridore          | Squadra  | Tempo    |
| ---- | ------------------ | -------- | -------- |
| 1    | Thibaut Pinot      | FDJ      | 4h43'03" |
| 2    | Alberto Contador   | Trek     | a 2"     |
| 3    | Alejandro Valverde | Movistar | a 7"     |

| Pos. | Corridore          | Squadra  | Tempo    |
| ---- | ------------------ | -------- | -------- |
| 1    | Alberto Contador   | Trek     | 8h46'33" |
| 2    | Thibaut Pinot      | FDJ      | a 3"     |
| 3    | Alejandro Valverde | Movistar | a 5"     |

### 3ª tappa
- 17 febbraio: Lucena > Lucena  – Cronometro individuale – 11,9 km

Risultati
| Pos. | Corridore          | Squadra  | Tempo  |
| ---- | ------------------ | -------- | ------ |
| 1    | Victor Campenaerts | Lotto NL | 14'55" |
| 2    | Alejandro Valverde | Movistar | a 1"   |
| 3    | Alberto Contador   | Trek     | a 7"   |

| Pos. | Corridore          | Squadra  | Tempo    |
| ---- | ------------------ | -------- | -------- |
| 1    | Alejandro Valverde | Movistar | 9h01'34" |
| 2    | Alberto Contador   | Trek     | a 1"     |
| 3    | Thibaut Pinot      | FDJ      | a 6"     |

### 4ª tappa
- 18 febbraio: La Campana > Siviglia – 179,3 km

Risultati
| Pos. | Corridore        | Squadra | Tempo    |
| ---- | ---------------- | ------- | -------- |
| 1    | Bryan Coquard    | Direct  | 4h10'33" |
| 2    | Daniel Hoelgaard | FDJ     | s.t.     |
| 3    | Hugo Hofstetter  | Cofidis | s.t.     |

| Pos. | Corridore          | Squadra  | Tempo     |
| ---- | ------------------ | -------- | --------- |
| 1    | Alejandro Valverde | Movistar | 13h12'07" |
| 2    | Alberto Contador   | Trek     | a 1"      |
| 3    | Thibaut Pinot      | FDJ      | a 6"      |

### 5ª tappa
- 19 febbraio: Setenil de las Bodegas > Coín – 151,5 km

Risultati
| Pos. | Corridore          | Squadra      | Tempo    |
| ---- | ------------------ | ------------ | -------- |
| 1    | Tim Wellens        | Lotto-Soudal | 3h58'31" |
| 2    | Simon Clarke       | Cannondale   | s.t.     |
| 3    | Victor Campenaerts | Lotto NL     | s.t.     |

| Pos. | Corridore          | Squadra  | Tempo     |
| ---- | ------------------ | -------- | --------- |
| 1    | Alejandro Valverde | Movistar | 17h12'23" |
| 2    | Alberto Contador   | Trek     | a 1"      |
| 3    | Thibaut Pinot      | FDJ      | a 6"      |

## Evoluzione delle classifiche
| Tappa              | Vincitore          | Classifica generale Maglia rossa | Classifica a punti Maglia ocra | Classifica scalatori Maglia verde | Classifica traguardi volanti Maglia bianca | Classifica combinata | Classifica a squadre |
| ------------------ | ------------------ | -------------------------------- | ------------------------------ | --------------------------------- | ------------------------------------------ | -------------------- | -------------------- |
| 1ª                 | Alejandro Valverde | Alejandro Valverde               | Alejandro Valverde             | Georg Preidler                    | Daniel Turek                               | Alejandro Valverde   | Team Sky             |
| 2ª                 | Thibaut Pinot      | Alberto Contador                 | Alejandro Valverde             | Georg Preidler                    | Daniel Turek                               | Alejandro Valverde   | Team Sky             |
| 3ª                 | Victor Campenaerts | Alejandro Valverde               | Alejandro Valverde             | Georg Preidler                    | Daniel Turek                               | Alejandro Valverde   | Team Sky             |
| 4ª                 | Bryan Coquard      | Alejandro Valverde               | Alejandro Valverde             | Georg Preidler                    | Daniel Turek                               | Alejandro Valverde   | Team Sky             |
| 5ª                 | Tim Wellens        | Alejandro Valverde               | Alejandro Valverde             | Georg Preidler                    | Marco Minnaard                             | Alejandro Valverde   | Team Sky             |
| Classifiche finali | Classifiche finali | Alejandro Valverde               | Alejandro Valverde             | Georg Preidler                    | Marco Minnaard                             | Alejandro Valverde   | Team Sky             |

## Classifiche finali

### Classifica generale - Maglia rossa
| Pos. | Corridore          | Squadra      | Tempo     |
| ---- | ------------------ | ------------ | --------- |
| 1    | Alejandro Valverde | Movistar     | 17h12'23" |
| 2    | Alberto Contador   | Trek         | a 1"      |
| 3    | Thibaut Pinot      | FDJ          | a 6"      |
| 4    | Wout Poels         | Sky          | a 21"     |
| 5    | Diego Rosa         | Sky          | a 45"     |
| 6    | Mikel Landa        | Sky          | a 48"     |
| 7    | Séb. Reichenbach   | FDJ          | a 52"     |
| 8    | Rigoberto Urán     | Cannondale   | a 1'29"   |
| 9    | Ondřej Cink        | Bahrain-Mer. | a 1'48"   |
| 10   | Javier Moreno      | Bahrain-Mer. | a 1'50"   |

### Classifica a punti - Maglia ocra
| Pos. | Corridore          | Squadra  | Punti |
| ---- | ------------------ | -------- | ----- |
| 1    | Alejandro Valverde | Movistar | 63    |
| 2    | Thibaut Pinot      | FDJ      | 48    |
| 3    | Alberto Contador   | Trek     | 46    |

### Classifica scalatori - Maglia verde
| Pos. | Corridore          | Squadra      | Punti |
| ---- | ------------------ | ------------ | ----- |
| 1    | Georg Preidler     | Sunweb       | 32    |
| 2    | Daniel Turek       | Israel Cy.   | 18    |
| 3    | Alejandro Valverde | Movistar     | 16    |
| 4    | Alberto Contador   | Trek         | 16    |
| 5    | Antonio Nibali     | Bahrain-Mer. | 12    |

### Classifica traguardi volanti - Maglia bianca
| Pos. | Corridore          | Squadra    | Punti |
| ---- | ------------------ | ---------- | ----- |
| 1    | Marco Minnaard     | Wanty      | 6     |
| 2    | Victor Campenaerts | Lotto NL   | 4     |
| 3    | Daniel Turek       | Israel Cy. | 3     |